# Verhuellia knoblecheriana
Verhuellia knoblecheriana là một loài thực vật có hoa trong họ Hồ tiêu. Loài này được (Schott) C. DC. miêu tả khoa học đầu tiên năm 1869.